# Boomtown
Boomtown (Metrópolis  en español) es una serie de televisión, producida por NBC y creada por Graham Yost, que dio su primera emisión el 26 de septiembre de 2002 y finalizó el 28 de diciembre de 2003.
Cada capítulo examina un delito desde diferentes puntos de vista.